# Savennières
Savennières ist eine französische Gemeinde mit 1351 Einwohnern (Stand 1. Januar 2022) im Département Maine-et-Loire in der Region Pays de la Loire. Sie liegt 15 km südwestlich der Stadt Angers am orographisch rechten Ufer der Loire.
Gegründet von Kelten, wurde Savennières im Jahr 50 v. Chr. von den Römern besetzt. Sie nannten den Ort in Anlehnung an die dort wachsenden Seifenkräuter Saponaria, aus dem sich der heutige Name ableitet. Sehenswert ist die Kirche Église Saint Pierre aus dem 10. Jahrhundert n. Chr.
Der Ort hat einen Bahnhof an der Bahnstrecke Tours–Saint-Nazaire.

## Bevölkerungsentwicklung
| Jahr      | 1962 | 1968 | 1975 | 1982 | 1990 | 1999 | 2010 | 2018 |
| Einwohner | 1087 | 1031 | 1045 | 1101 | 1164 | 1157 | 1375 | 1336 |

## Weinbau bei Savennières
Die Gemeinde gibt dem Weinbaugebiet Savennières innerhalb der Weinbauregion Loire seinen Namen. Das Gebiet erhielt im Jahr 1952 den Status einer Appellation d’Origine Contrôlée (AOC) und verfügt über eine Rebfläche von ca. 140 Hektar, die sich auf die Gemeinden Bouchemaine, La Possonnières und Savennières verteilen und von ca. 20 Weingütern vermarktet werden.
Es werden ausschließlich Weißweine aus der Rebsorte Chenin Blanc erzeugt, die überwiegend trocken ausgebaut werden. Die Weine sind recht langlebig und verlangen vom Käufer Geduld, bevor sie ihre ganze Qualität zeigen.
Im Weinbaugebiet Savennières gibt es zwei Einzellagen mit großem Ruf und eigener AOC:
- Savennières Roche-aux-Moines, 19 Hektar groß, im Besitz mehrerer Winzer, daher in der Qualität nicht sehr homogen. Großer Wein, wenn er von einem guten Erzeuger stammt.
- Savennières Coulée-de-Serrant, 6,85 Hektar groß, im alleinigen Besitz der Familie Nicolas Joly vom Weingut Château de La Roche-aux-Moines. Der Wein dieser nach Südwesten ausgerichteten Lage am Ufer des kleinen Baches Serrant gehört zu den teuersten Weißweinen Frankreichs und ist weltweit gesucht.

## Persönlichkeiten
- Henri Brincard (1939–2014), römisch-katholischer Ordensgeistlicher, Bischof von Le Puy-en-Velay